# Α-Amanitin
α-Amanitin ist eines der Amatoxine und wie alle diese ein bicyclisches Peptid aus acht Aminosäuren.
Es unterscheidet sich in seiner Struktur nur durch den Amidstickstoff im Asparaginrest von β-Amanitin, von γ-Amanitin nur durch eine Hydroxygruppe im Dihydroxyisoleucinrest. Auch diese sind wasserlösliche, hitzeresistente Verbindungen, die im Magen-Darm-Trakt des Menschen nicht zerstört werden und mit etwa gleicher Wirkungsstärke die Neubildung von Proteinen in Zellen blockieren.
Damit zählen α-, β- und γ-Amanitin sowie weitere Amatoxine zu den gefährlichsten Wirkstoffen, die natürlich vorkommen. Sie sind in verschiedenen Pilzarten enthalten, insbesondere auch im Grünen Knollenblätterpilz (Amanita phalloides). Schon geringe Mengen führen zu schweren Vergiftungen, einem Amatoxin-Syndrom.

## Vorkommen

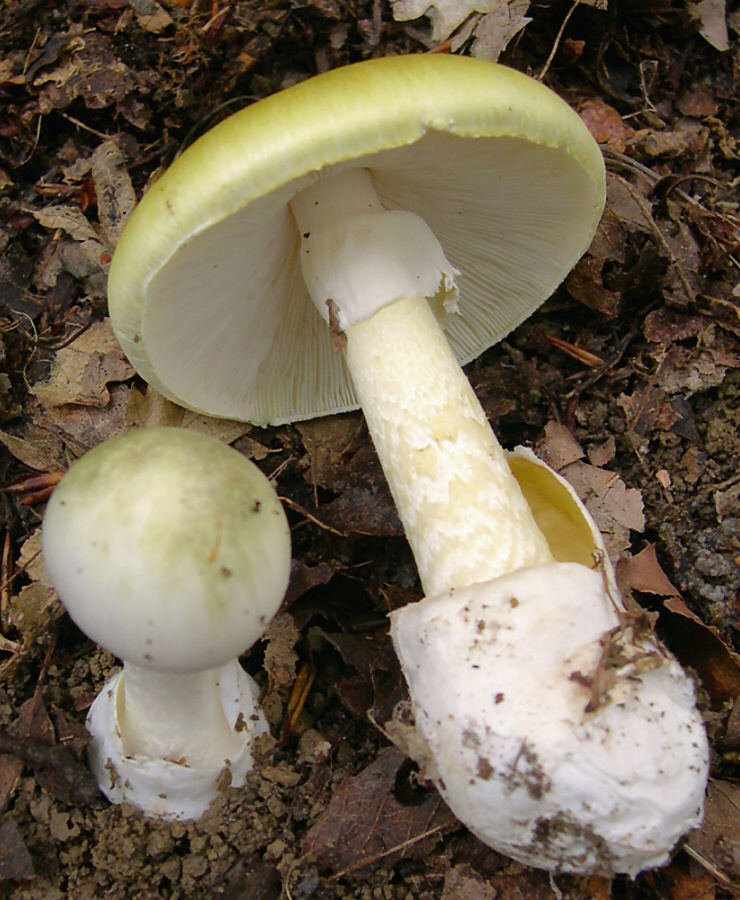
Ein Grüner Knollenblätterpilz (Amanita phalloides) enthält α-Amanitin

In verschiedenen Arten von Pilzen kommt α-Amanitin vor. In Mitteleuropa zählen hierzu in der Gattung Wulstlinge (Amanita) einige Arten der Knollenblätterpilze, nämlich Grüner Knollenblätterpilz (A. phalloides), Kegelhütiger Knollenblätterpilz (A. virosa) und Frühlingsknollenblätterpilz (A. verna). Daneben enthalten auch Arten der Gattung Schirmlinge (Lepiota) die Verbindung, ebenfalls der Gift-Häubling (Galerina marginata) sowie Vertreter der Gattung Samthäubchen (Conocybe).
Das α-Amanitin kann durch ELISA-Tests und hochspezifisch durch Kopplung der HPLC mit der Massenspektrometrie nach angemessener Probenvorbereitung in physiologischem Untersuchungsgut qualitativ und quantitativ nachgewiesen werden.

## Biosynthese
Im Unterschied zu vielen anderen cyclischen Peptiden in Pilzen werden Amatoxine und Phallotoxine nicht non-ribosomal synthetisiert, sondern im Rahmen der ribosomalen Proteinsynthese. Die für eine solche Biosynthese von α-Amanitin notwendige mRNA des Gens AMA1 in Amanita phalloides codiert für ein Proprotein von 36 Aminosäuren, in Amanita bisporigera von 35 AS. Aus diesem wird das Oktapeptid herausgeschnitten und zyklisiert. Da die acht zentralen Aminosäuren von Prolinen flankiert werden, wird angenommen, dass Prolyloligopeptidasen das Protein prozessieren.

## Eigenschaften
α-Amanitin ist ein brennbarer, jedoch schwer entzündbarer, farbloser bis gelblicher Feststoff, der wenig löslich in Wasser ist. Das bizyklische Oktapeptid wird durch Kochen nicht zerstört und auch durch Proteasen im Verdauungstrakt nicht zerlegt.

### Giftigkeit
Es hemmt in menschlichen wie allgemein in eukaryotischen Zellen die DNA-abhängige RNA-Polymerase II, die für die Synthese der mRNA benötigt wird. Dies führt zur Unterbrechung der Proteinbiosynthese und zum Zelltod. Die Kristallstruktur der RNA-Polymerase II mit gebundenem α-Amanitin ist seit 2001 bekannt.

## Analytik
Die zuverlässige qualitative und quantitative Bestimmung von Amanitin kann nach angemessener Probenvorbereitung durch Kopplung der HPLC mit der Massenspektrometrie erfolgen.

## Verwendung
α-Amanitin wird zur wissenschaftlichen Untersuchung der RNA-Polymerase II verwendet.
α-Amanitin ist der Wirkstoff von einigen in der Entwicklung befindlichen Antikörper-Wirkstoff-Konjugaten (ADC).